# 高橋亜由美
高橋 亜由美（たかはし あゆみ、1987年8月18日 - ）は、日本の元グラビアアイドル、元キャンパスナイターズのメンバー。旧芸名は高橋 あゆみ（読みは同じ）。
群馬県出身。アイント、BESIDE（業務提携はリップ）経てフォービズムエンターテインメントに所属していた。
2018年12月現在、高橋本人のSNSが更新されておらず、所属先のフォービズムエンターテインメントも全体的な最新情報が出ていないため、消息は不明である。

## 来歴・人物
- 新人タレントとしてのデビュー作はGyaOジョッキーの「激論23〜チャットの乱〜」だった。
- 特技は水泳、ピアノ、タイ語。
- 趣味は節約料理、散歩、ヨガ。
- 大東文化大学卒業。

## 出演

### テレビドラマ
- Cafe吉祥寺で（2008年9月29日 - 12月26日、テレビ東京）
- チーム・バチスタの栄光（2008年10月14日 - 12月23日、関西テレビ・フジテレビ）
- 赤い糸（2008年12月6日 - 2009年2月28日、フジテレビ）
- 明日の光をつかめ（2010年7月5日 - 9月3日、東海テレビ・フジテレビ） - 小西美里 役
- 霊能力者 小田霧響子の嘘 第8話（2010年11月28日、テレビ朝日）
- ドラマ24 撮らないで下さい!!グラビアアイドル裏物語（2012年1月13日 - 4月6日、テレビ東京系列） - タカハシアユミ 役
- 月曜ゴールデン特別企画 SRO〜警視庁広域捜査専任特別調査室〜（2013年12月9日、TBS）
- LINK 第4話（2013年10月27日、WOWOW連続ドラマW）- キャバ嬢役
- 喰う寝るふたり　住むふたり（2014年、NHKBSプレミアム）
- 結婚式の前日に(2015年、TBS)

### 番組
- パジャマレンジャー（シーエス日本パンチクラブ、2004年7月 - 2005年3月）
- キャンパスナイトフジ（フジテレビ、2009年8月 - 2010年3月）キャンパスナイターズ2期生
- CHANGE MAKER（NHK-BS2、2009年9月12日）イギリス・アイルランド　ロックで10代をチェンジ!
- アイドリング!!!（フジテレビONE TWO NEXT、2009年12月14日#582、2009年12月16日#583、2010年3月16日#610、2010年3月18日#611）「あっち向いてパイ」出演
- ありえへん∞世界（テレビ東京、2010年6月9日）
- ファミレストーク王決定戦（フジテレビONE、2010年8月1日）
- アリケン（テレビ東京、2010年9月18日） 「アリケンCafe」コーナーにゲスト出演
- 金曜スーパープライム・たけしとひとし（日本テレビ、2010年12月10日）
- ランク王国（TBS、2010年12月18日）人気のおもしろ消しゴムTOP10にゲスト出演
- 2010年旅の総決算!クチコミ&人気ランキング（テレビ東京、2010年12月27日）お風呂満足度ランキングに調査員として宿と温泉をレポート
- 全力坂（テレビ朝日、2011年1月24日※霞坂、2011年2月24日※六天坂）
- キャくれ家（朝日放送、2011年2月11日）
- アイドル動鑑（BSフジ、2011年3月6日）
- クイズ!ヘキサゴンII超クイズパレード!2時間スペシャル!（フジテレビ、2011年4月13日）「クイズ!クチパク歌謡ショー」出演
- 女神達のハート泥棒（LaLa TV、2011年5月6日 - ）レギュラー出演
- なんちゃらのテンドン（フジテレビ、2011年5月20日）
- ゴッドタン（テレビ東京、2011年8月17日）　マジギライ1/5出演
- 夜遊び三姉妹（日本テレビ、2011年9月1日）
- 女神降臨#35（2012年1月20日、MONDO TV）[2]
- 今夜はアリエナイト（フジテレビ、2013年2月12日）※キャンパスナイターズとして
- ヨガ５（NHKBS）
- チェンジメーカー（NHK）リポーター
- バイキング(フジテレビ)
- 超かわいい映像連発！どうぶつピース！！(テレビ東京)
- ソレダメ！～あなたの常識は非常識！？～(テレビ東京)

### 広告
- キモノハーツ-カタログ
- ますだ増ポスター
- シンプリーストレート
- mimi
- LIXIL
- セキスイハイム

### 舞台
- 落下ガール（2011年2月3日 - 6日 ※日替わりゲスト 2月5日出演） - 白金清美 役
- 劇団ハイテンションガール 30minute show #01「キラキラ」（2011年5月15日）
- 劇団ハイテンションガール 30minute show #02「ふわふわ」（2011年9月18日）
- アリスインプロジェクト「ハッピーゴーアンラッキー」（2011年10月12日 - 16日） - 蒼科のばら 役‐主演
- オンナ、ひと憂。（2013年9月12日 - 16日） - 和泉泉美 役

### イメージガール
- 人生ゲームギャップ天国 イメージガール（2011年4月 - 、タカラトミー）
（ビッグコミックスペリオール2011年8号、ビッグコミックスピリッツ2011年17号・18号、ビッグコミックオリジナル2011年8号、ビッグコミック2011年8号）

### ラジオ
- DJ Tomoaki's Radio Show!（下北FM）
  - 2009年12月24日、2010年1月21日、2010年8月26日はアシスタントMC
  - 2010年4月15日、2010年7月15日は20時台ゲスト
  - 2011年3月25日は特別番組『ナイターズ マル秘 同窓会』
- 志村けんのFIRST STAGE〜はじめの一歩〜（JFN、2010年8月7日）
- 高田純次・河合美智子の東京パラダイス（文化放送、2010年10月2日）「グラドルパラダイス」コーナーにゲスト出演
- 細川茂樹 SBSで行こう!〜Shigeki Break Saturday〜（静岡放送、2010年12月25日）

### WEB
- 激論23〜チャットの乱〜（GyaOジョッキー、毎月第3月曜日22:00台、2008年10月-）
- デスクトップギャルコレクション（2011年3月号）
- TOM TIME!!（ニコニコ動画、2011年3月10日）
- アイドル水着・セクシー生FPSプレイ（Ustream、2011年5月4日）※カウンターストライクオンラインを体験
- KONANの部屋（あっ!とおどろく放送局、2011年4月25日・5月23日）
- 七夕特番！浴衣でロト6＆みんなの願いを飾りましょう3時間（仮）（ニコニコ動画ロトナン宝くじチャンネル、2011年7月7日）
- あっ！レディースナイト＠（@TV、2012年7月11日※ゲスト出演）

### 携帯サイト
- ケータイYOUNG JUMP 「ぷるるんサバイバル2011 2月期、4月期、6月期、8月期」（週刊ヤングジャンプ公式携帯サイト）
  - 2月期 投票数：9698票 【第1位】
  - 4月期 投票数：9819票 【第1位】
  - 6月期 投票数：7868票 【第1位】
  - 8月期 投票数：7160票 【第1位】 ※第12代ぷるるんQUEENとなる
- 美少女デート～あなたが選ぶ、理想の彼女～（BeeTV、2011年4月10日～配信）
- 芸能ジャパン わたし、歌手になる！　連載企画掲載　3キャリア公式携帯サイト　GREE公式サイト

### CM
- au by KDDI（2005年）
- wing（2005年）
- ディズニーランド（2009年）

### DVD
1. あゆみント(^o^)（2005年8月26日、ビーエムドットスリー）
2. スウィートリトルシスター（2006年6月17日、ビーエムドットスリー、絶版）
3. Sunny Day（2010年7月23日、イーネット・フロンティア）[3]
4. smile（2010年10月25日、Air control）
5. あゆ蜜（2011年2月20日、ラインコミュニケーションズ）
6. あゆいろ（2011年5月27日、晋遊舎）
7. あゆ恋（2011年9月24日、竹書房）
8. DOLCE☆～ドルチェ・甘美な誘惑～（2012年1月27日、晋遊舎）
9. DOLCE II ～ドルチェ II・豪奢な肉体～（2012年6月27日、晋遊舎）
10. DOLCE III ～ドルチェIII・神々の享楽的ロンド～（2013年1月26日、晋遊舎）
11. Arcadia -アルカディア（2013年6月20日、ラインコミュニケーションズ）
12. 晴れのち亜由美（2013年10月24日、イーネット･フロンティア）
13. DOLCE Ⅳ～ドルチェⅣ・禁断のBODYとデカダンス～（2014年5月24日、晋遊舎）
14. Loving（2014年10月25日、晋遊舎）

### 雑誌
1. 週刊アスキー　ワンモアパソコンは楽しいのだっ！（2010年5月11日発売号より連載、東芝製PC担当）
2. 週刊アスキー　IdolSite Pinup（2010年7月6日発売）
3. 東京ウォーカー　新名所大捜査線（2010年7月6日発売）
4. FRIDAY（2010年7月30日号、2010年11月19日号）
5. 月刊オーディション　体型別水着の着こなしSHOW（2010年8月1日発売）
6. KISSUI（2010年8月号）
7. ヤングチャンピオン烈（2010年10月号、2010年9月号）
8. 週刊ヤングマガジン
9. 月刊モトチャンプ（2010年11月号）
10. Chuッスペシャル（2010年12月号）
11. GooBike 首都圏版（2011年1月17日号）
12. 週刊プレイボーイ（2011年1月31日号、2010年12月13日号）
13. BLACK BOX（2011年3月号、2010年12月号、2010年9月号）
14. 金のEX（2011年3月号、2010年9月号）
15. 華漫GOLD（2011年3月号増刊 Vol.24）
16. セキララ*girls!（2011年4月号）
17. カスタムバーニング（2011年4月号）
18. ENJOY MAX（2011年4月号）
19. Bejean（2011年4&5月合併号、2011年1月号）
20. 特冊新鮮組DX（2011年6月号、2011年3月号、2010年8月号）
21. エンタメDash（2011年6月号、2011年5月号、2011年3月号、2010年8月号、2010年7月号）
22. フォトテクニックデジタル（2011年6月号）
23. FLASH（2011年6月7日号、2011年3月1日号、2010年11月23日号）
24. EX MAX（2011年7月号、2010年11月号、2010年9月号）
25. 月刊エンタメ（2011年7月号、2010年8月号※イジリー岡田presents東京グラビアアイドル会議）
26. ヤングジャンプ

### 写真集
- キャンパスナイトフジ しこたま卒業アルバム（2010年3月19日、講談社） ISBN 978-4-06-379441-0
- 妄撮Blue（2010年7月22日発売、講談社）ISBN 978-4062164368

### CD
- エロくないのにエロく聴こえる歌 〜しこたまがんばれ!〜（2010年3月17日、ポニーキャニオン） - キャンパスナイターズ